# The Turning Point (film fra 1920)
The Turning Point er en amerikansk stumfilm fra 1920 af J.A. Barry.

## Medvirkende
- Katherine MacDonald som Diana Tennant
- Leota Lorraine som Silvette Tennant
- Nigel Barrie som James Edgerton
- William V. Mong som Mr. Rivett
- Bartine Burkett som Christine Rivett
- William Clifford som Follis Curmew
- William Colvin som Jerry
- Kenneth Harlan som Jack Rivett
- Walter Hiers som Billy Inwood
- Marion McDonald som Maid
- Hedda Nova som Mrs. Wemyss
- Edith Yorke som Mrs. Rivett